# De woeste wespen
De woeste wespen is het honderdeenentachtigste stripverhaal uit de reeks van Suske en Wiske. Het is geschreven en getekend door Paul Geerts.
Het werd gepubliceerd in De Standaard en Het Nieuwsblad van 18 februari 1987 tot en met 26 juni 1987. De eerste albumuitgave was in september 1987.

## Locaties
- België, Nederland, het Westland (tussen Den Haag, Delft, Rotterdam, de Europoort en de Noordzee), kanaal, vermeerderingsbedrijf, Esman BV, Itro BV, hotel, kassen, verlaten schuur, de bloemenveiling, strand bij Hoek van Holland, de scheve kerktoren van De Lier

## Personages
- Suske, Wiske, tante Sidonia, Lambik, Jerom, professor Barabas, agent, vuilnisman, schipper, werknemer vermeerderingsbedrijf, Joke en haar moeder en broertje, Bofor (de orgelman), kwekers, Henk, Kees en diens vrouw

## Uitvindingen
- de snelgroeier

## Het verhaal
Professor Barabas maakt zich druk om de manier waarop het Westen met een teveel aan eten omgaat. Dan krijgt hij in zijn tuin een enorme pijp op zijn hoofd. Als de vrienden komen kijken, blijkt er een man met een bolhoed in de tuin te staan. Wiske gooit de pijp in een vuilniswagen en de man rent erachteraan met zijn orgel, maar botst op Jerom. Professor Barabas wil met genetische manipulatie een plant maken die overal ter wereld kan groeien en gaat met Suske en Wiske naar het Westland. Ze zien daar de orgelman weer, Lambik en Jerom zijn als Lambik Holmes en Jeromson ook naar het Westland gekomen. De orgelman pleegt een aanslag, maar Jerom kan Lambik van een bulldozer redden. Suske, Wiske en professor Barabas gaan naar een vermeerderingsbedrijf en daar laat Wiske de snelgroeier uit de vrachtwagen vallen, de professor stuurt de kinderen dan weg. Wiske laat in de kassen per ongeluk de regeninstallatie aangaan en ze worden dan ook daar weggestuurd. Er wordt weer een aanslag gepleegd door de orgelman, maar deze mislukt. Professor Barabas ziet Suske en Wiske weer spelen met de snelgroeier en sluit de ruimte af. Hij vertelt dat hij planten heeft gekloond. Lambik heeft de orgelman herkend en vertelt professor Barabas wie het is, maar Suske en Wiske mogen het niet weten. Lambik houdt de wacht en Suske en Wiske worden meegenomen naar een hotel. Wiske doet een slaapmiddel in de thee en gaat ’s nachts stiekem naar het laboratorium met Suske. Ze zien Lambik slapend tussen enorme bollen en sluiten de ruimte af. Dan zien ze Bofor, hij is kwaad omdat de vrienden zijn plannen met de stormvloedkering in de Oosterschelde hebben gedwarsboomd. Hij is met zijn orgel in zee gevallen en wil wraak, hij bouwt een nieuw orgel in de wolken om een stormwind te veroorzaken. Professor Barabas is wakker geworden en rent naar het laboratorium, hij ziet hoe Wiske wordt gegrepen door een enorme wesp die uit een ei kruipt. Professor Barabas is woedend, hij had sluipwespen en snapt dat Wiske deze onder de snelgroeier heeft laten vallen. Wiske bekent dat ze Jerom een slaapmiddel heeft gegeven en Lambik probeert de deur te forceren, maar dit mislukt. Lambik probeert het opnieuw met een heftruck en Wiske probeert hem te beschermen met een waterstraal, maar Bofor snijdt de waterslang door.
Het lukt Lambik de deur te openen en de sluipwespen achtervolgen Bofor. Hij maakt muziek met zijn orgel en de sluipwespen luisteren aandachtig, ze keren zich dan tegen de vrienden. Wiske wordt gegrepen door een wesp, maar Lambik kan haar bevrijden. Professor Barabas rijdt de wespen aan met een vrachtauto en de vrienden gaan naar het hotel, waar Jerom net een ontbijtje eet. Professor Barabas waarschuwt Suske en Wiske niet meer in het laboratorium te komen. Hij vertelt dat sluipwespen gebruikt worden om andere schadelijke insecten te bestrijden zodat er geen gif gebruikt hoeft te worden. Eitjes van de sluipwesp worden op kaartjes gedaan en worden in de kassen opgehangen, waar de eitjes uitkomen. Wiske had zo'n kaartje per ongeluk onder de snelgroeier laten vallen waardoor de eitjes die daarin zaten werden vergroot. Bofor valt met de sluipwespen het hotel aan en laat enorme rotsen op het dak vallen, hij heeft de snelgroeier gestolen om meer wespen te vergroten en daardoor zijn er nu veel wespen. De vrienden ontkomen in de bestelwagen van professor Barabas, maar dan wordt ook de bus door rotsen geraakt. Jerom verslaat de wespen, maar Bofor kan ontkomen op een wesp en wil nog altijd wraak. Dan komen kwekers uit de streek, ze zijn erg boos maar worden omgepraat om de vrienden te helpen tegen de wespen te vechten. De taken worden verdeeld en de volgende ochtend vertrekken de vrienden om de omgeving te verkennen. Suske en Wiske komen op de bloemenveiling en professor Barabas ziet veel vernielde kassen. Bofor heeft weer een nieuw wespenleger gemaakt met behulp van de snelgroeier en is bij het strand van Hoek van Holland. Professor Barabas wordt bekogeld door rotsen en roept hulp in, Suske en Wiske beschieten de wespen met tomaten. Suske en Wiske achtervolgen Bofor en Wiske pakt een brandveilig pak dat van een brandweerwagen valt. Suske en Wiske vinden de schuur van Bofor en zien dat er enorme eieren liggen, Suske trekt het pak aan en spuit insecticiden in de schuur. Bofor zet de schuur in brand en Jerom kan Suske en de snelgroeier nog uit de vlammen redden. Jerom haalt ook Bofor uit de brandende schuur en hij zegt dan dankbaar te zijn, maar dit blijkt hij niet te menen. Bofor ontsnapt op een motor en haalt een pijp uit het orgel van de scheve kerktoren van De Lier. Hij vliegt naar zijn orgel en Jerom tilt dan zijn vrienden op en rent naar het strand. Ze horen de geluiden uit een wolk en Jerom werpt een lasso en haalt het orgel met Bofor naar beneden, ze vallen in de zee. De kwekers bedanken de vrienden en zullen de schade herstellen zodat professor Barabas met zijn proeven kan doorgaan.

## Achtergronden bij het verhaal
Bofor verwijst naar de schaal van Beaufort (windkracht), hij bespeelt een pijporgel en speelde al eerder een rol in Het Delta-duel.